# Lūžņa
Lūžņa (livisk: Lūžkilā) er en tidligere landsby i Tārgales pagasts i Ventspils novads i Letland, og udgør én af de tolv liviske landsbyer på den liviske kyst. Lūžņa var tidligere en aflang fiskerlandsby langs Østersøens kyst omtrent 30 kilometer fra Ventspils i retning mod Kolka. En militærbase anlagdes ikke langt fra Lūžņa i perioden under Lettiske SSR, hvilket tvang indbyggerne til at flytte andre steder hen. I begyndelsen af det 21. århundrede stod kun nogle få huse tilbage samt en velholdt kirkegård.
Lūžņa spillede tidligere en stor rolle i bevarelsen af det liviske sprog. Landsbyen besøgtes ofte af den finske lingvist og professor Lauri Kettunen og den estiske studerende Oscar Loorits for at studere det liviske sprog. De mest frodige historiefortællere i det liviske sprog var Janis Belte (1893–1946) og Dikdriķis Leitis, og de bedst kendte folklorister var Marija Leite og Lote Lindenberga. Janis Belte, en i særdeleshed farvefuld personlighed i Lūžņa, anses for at være den første kendte liviske kunstmaler. Der er blevet samlet 18 af hans kunstværker, mest landskabsmalerier. Janis Belte var også en velkendt livisk digter kendt ved sit pseudonym Valkt (Lyn), også værende folklorist. Hans datter Zelma Belte flygtede til Sverige i 1944 og emigrerede senere til USA, hvor hun virkede som kunstmaler. Hun malede mest landskaber, vandskaber og blomster, og hendes værker er udstillet i Liviske Center Kūolka i Kolka.